# Europastudio
Das Europastudio (bis 1989: Oststudio) war eine außenpolitisch orientierte Diskussionssendung des Österreichischen Rundfunks (ORF), die von Paul Lendvai moderiert wurde.

## Beschreibung
Das Europastudio wurde in etwa zehnmal jährlich am Sendeplatz der Pressestunde sonntags um 11:05 Uhr auf ORF 2 ausgestrahlt. Zu Gast waren meist hochrangige Experten und Journalisten aus aller Welt. Die Erstausstrahlung fand im März 1980, damals noch unter dem Namen Oststudio statt. Nach dem Ende des Ostblocks 1989 wurde die Sendung nach 53 Ausgaben zum 4. Februar 1990 in Europastudio umbenannt. Am 4. April 2024 verkündete der ORF in einer Presseaussendung nach 44 Jahren die Einstellung des Europastudios. Die letzte Sendung mit dem Thema „Was ist mit Deutschland los?“ wurde am 7. April 2024 ausgestrahlt.
Paul Lendvai wurde nur zwei Mal als Moderator vertreten: Einmal durch Klaus Emmerich und 2022 krankheitsbedingt einmalig durch Peter Fritz.